# Agelena orientalis
Agelena orientalis es una especie de araña del género Agelena, familia Agelenidae. Fue descrita científicamente por C. L. Koch en 1837.

## Descripción
Agelena orientalis puede alcanzar una longitud total de 11 a 13,6 milímetros (0,43 a 0,54 pulgadas) en los machos y de 12,2 a 17,7 milímetros (0,48 a 0,70 pulgadas) en las hembras. La coloración es amarillenta, con un patrón característico de la cara superior del abdomen. Estas arañas atrapan a sus presas tejiendo telarañas no pegajosas en forma de embudo.

## Distribución
Esta especie se encuentra desde Italia a Asia Central e Irán.